# Davide Pessina
Davide Pessina (nacido el 07 de febrero de 1968 en Aosta, Italia) es un exjugador italiano de baloncesto. Con 2.06 de estatura, jugaba en la posición de pívot. 

## Equipos
- 1984-1988 Auxilium Torino
- 1988-1989 Olimpia Milano
- 1989-1991 Pallacanestro Cantú
- 1991-1995 Olimpia Milano
- 1995-1996 Pallacanestro Treviso
- 1996-1999 Virtus Roma
- 1999-2000 Pallacanestro Biella
- 2000-2001 Mens Sana Siena

## Palmarés
- LEGA: 1

Olimpia Milano: 1988-1989
- Copa Korać: 2

Pallacanestro Cantú: 1990-1991
Olimpia Milano: 1992-1993